# Marvel vs. Capcom Origins
Marvel vs. Capcom Origins es un crossover de videojuego de lucha desarrollado por Iron Galaxy Studios y publicado por Capcom. Es una compilación de Marvel Super Heroes y Marvel vs. Capcom: Clash of Super Heroes. El paquete dual se lanzó a través de PlayStation Network y Xbox Live Arcade en septiembre y octubre de 2012, respectivamente.
El juego, que se desarrolló utilizando las ROM arcade de Marvel Super Heroes y Clash of Super Heroes, tenía como objetivo mantener la integridad de sus lanzamientos originales. Como tal, no se realizaron cambios en la mecánica del juego ni en el equilibrio del personaje. Origins presenta imágenes de alta definición con múltiples opciones de filtros y ángulos de visión. Implementa el modo multijugador en línea mejorado por GGPO con vestíbulos de jugadores, espectadores y ahorro de repeticiones. También incorpora un sistema de desafío que otorga puntos utilizados para desbloquear arte conceptual, personajes secretos y otro contenido.
Origins recibió críticas mixtas a positivas tras su lanzamiento. Los críticos elogiaron el juego por mantenerse fiel a las versiones de arcade y sus características adicionales, pero lo criticaron por su juego obsoleto y listas desequilibradas. En diciembre de 2014, el juego fue eliminado de sus plataformas en línea después de que expiraran los contratos de licencia de Capcom con Marvel Comics.

## Jugabilidad
Marvel vs.Capcom Origins es un juego de compilación que incluye dos títulos de Capcom de la década de 1990, Marvel Super Heroes (1995) y Marvel vs.Capcom: Clash of Super Heroes (1998), cuya jugabilidad sigue siendo idéntica a sus lanzamientos de arcade. Origins conserva los modos de juego originales para un jugador de cada juego e introduce el modo multijugador en línea. La infraestructura en línea utiliza GGPO, una biblioteca de redes diseñada para minimizar el retraso de entrada. Además de las partidas clasificatorias y de jugadores, el modo en línea agrega lobbies para ocho jugadores, modo espectador y ahorro de repeticiones. El sistema de emparejamiento permite a los jugadores ajustar ciertas configuraciones para reducir los resultados de la búsqueda, como establecer umbrales de ping y preferencias regionales.
Origins presenta imágenes de alta definición con múltiples opciones disponibles para filtros, marcos y líneas de escaneo. Los jugadores pueden jugar ambos juegos en sus estados originales o aplicar filtros para suavizar los gráficos y los sprites de los personajes. La relación de pantalla se puede ajustar a la relación de aspecto de definición estándar 4: 3 o se puede ampliar para televisores de alta definición. También ofrece diferentes ángulos de visión para el juego, como una vista "por encima del hombro". Por último, Origins incluye un sistema de desafíos en el juego. Estos desafíos, que pueden ir desde lanzar una cierta cantidad de proyectiles hasta ganar partidas en línea, recompensan puntos al completarlos que se pueden usar para desbloquear contenido adicional de la "Bóveda", incluyendo arte conceptual, cortometrajes y personajes secretos.

## Desarrollo y lanzamiento
Marvel vs. Capcom Origins fue anunciado por Capcom el 5 de julio de 2012. El juego fue desarrollado por Iron Galaxy Studios, que había trabajado anteriormente con Capcom en Street Fighter III: 3rd Strike Online Edition. Una demostración jugable del juego estuvo presente durante la Evolution Championship Series del 6 al 8 de julio de 2012 y la San Diego Comic-Con International del 12 al 15 de julio de 2012. Según el productor Derek Neal, Iron Galaxy Studios utilizó las ROM de arcade originales. de Marvel Super Heroes y Marvel vs. Capcom: Clash of Super Heroes para crear el juego. El equilibrio de los personajes se dejó deliberadamente sin cambios para permanecer fieles a las versiones arcade. Origins se construyó sobre un marco similar al de Street Fighter III: 3rd Strike Online Edition, que también incluía juego en línea usando GGPO, gráficos mejorados, filtros visuales y desafíos dinámicos. Durante una entrevista en San Diego Comic-Con, Neal declaró que Capcom había realizado varias mejoras en las capacidades en línea de sus juegos desde el lanzamiento de 3rd Strike Online Edition en 2011 después de tomar en consideración los comentarios de los fanáticos, enfocándose en las nuevas opciones para filtrar partidos. por ping y región de juego.
Marvel vs.Capcom Origins se lanzó en América del Norte y Europa el 25 y 26 de septiembre de 2012. La versión europea de PlayStation 3 estaba originalmente programada para ser lanzada junto con su contraparte Xbox 360, pero un error no especificado retrasó su lanzamiento hasta el 10 de octubre de 2012. Tras la expiración de sus contratos de licencia con Marvel Comics, Capcom anunció en un blog de empleados, publicado en diciembre de 2014, que Marvel vs.Capcom Origins se eliminaría de las tiendas en línea. El juego estuvo disponible en PlayStation Network para Estados Unidos y Europa hasta el 23 de diciembre y en Xbox Live Arcade a nivel mundial hasta el 31 de diciembre. Su eliminación se produjo poco después de la reciente barrida de títulos digitales relacionados con Marvel a finales de 2013, incluido Marvel vs. Capcom 2: New Age of Heroes, Marvel vs. Capcom 3: Fate of Two Worlds y Ultimate Marvel vs. Capcom 3.

## Recepción
Marvel vs.Capcom Origins recibió críticas mixtas a positivas de los críticos después del lanzamiento, y el sitio web de revisión agregada Metacritic asignó una puntuación de 72/100 para la versión PlayStation 3 y 78/100 para la versión Xbox 360. El juego recibió elogios por la preservación de la integridad de los lanzamientos de arcade originales, las adiciones de multijugador y desafíos en línea, y la variedad de contenido desbloqueable. Por otro lado, recibió críticas por sus listas de personajes desequilibradas y mecánicas de juego obsoletas. Ray Carsillo de Electronic Gaming Monthly otorgó a Origins un 9/10, afirmando que el juego "hace un buen trabajo al mantenerse fiel a los originales, mientras que la adición de desafíos dinámicos proporciona una nueva capa de adictividad que ayuda a eclipsar cuánto han envejecido estos juegos. en las dos últimas décadas".
Taylor Cocke de IGN calificó el título con 8.2 / 10, concluyendo que "ninguno de los títulos es perfecto debido a algunos personajes descaradamente desequilibrados, pero como un paseo por el camino de la memoria, este paquete es difícil de superar". Official U.S. PlayStation Magazine le dio al juego una puntuación de 7/10, diciendo que "el paquete de dos con adornos mínimos es definitivamente entretenido mientras dure". Heidi Kemps de Official Xbox Magazine llegó a un veredicto de 6.5 / 10, elogiando la presentación visual y la reproducción precisa de los originales que funcionan con monedas, mientras criticaba la mecánica torpe. Official PlayStation Magazine (Australia) calificó a Marvel vs. Capcom Origins como "una actualización insulsa y poco emocionante de un par de clásicos que han sido reemplazados durante mucho tiempo", calificando el juego 5/10.